# Автолік з Пітани

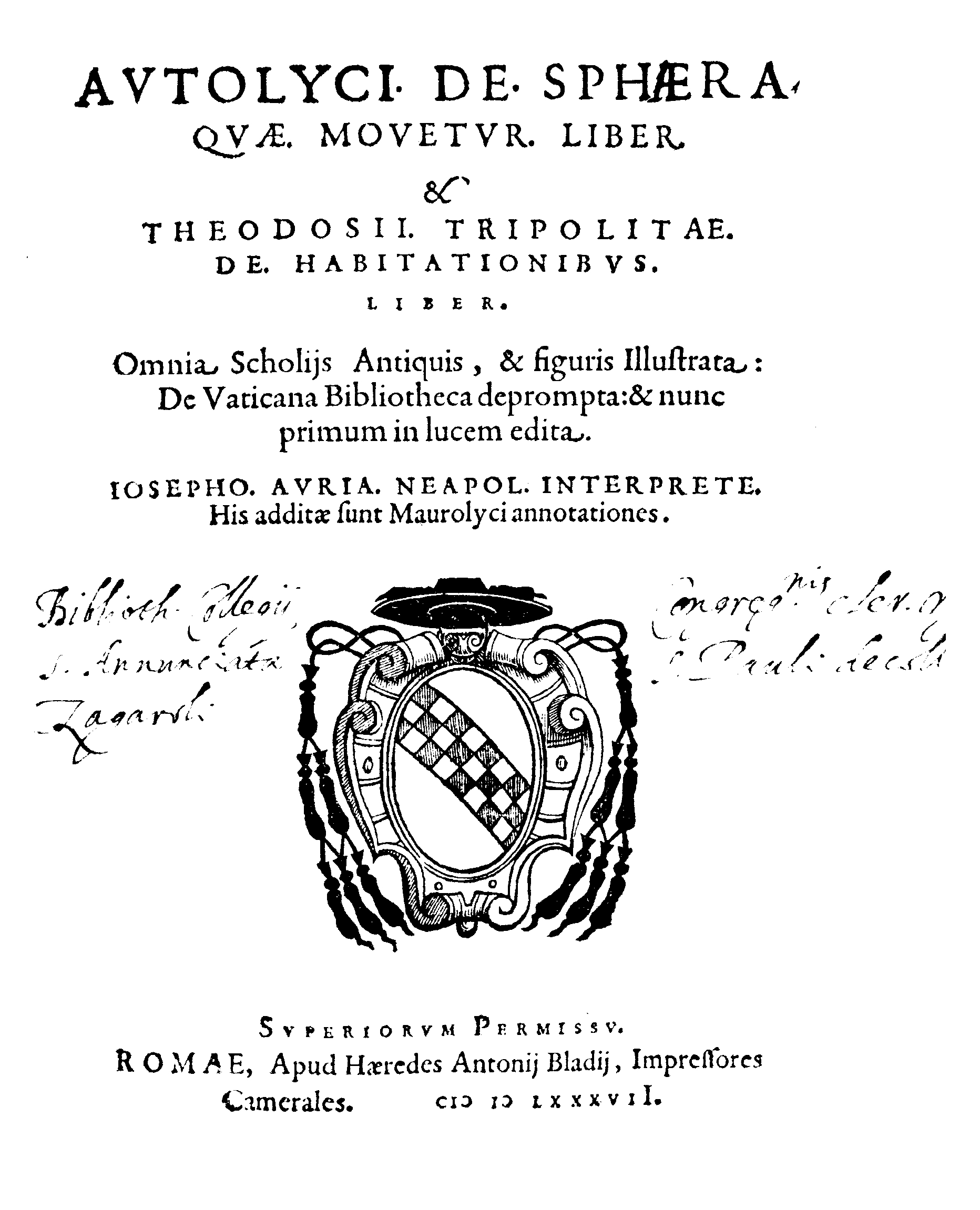
De sphaera quae movetur liber, 1587

Автолік з Пітани (Αυτόλυκος ὁ Πιταναίος, бл. 360 р. до н. е. — бл. 290 р. до н. е.) — давньогрецький астроном і математик.

## Твори
Автоліку належать трактати «Про рухому сферу» ( περὶ κινουμένης σφαίρας) і «Про сходи і заходи» ( περὶ επιτολῶν καὶ δύσεων). Обидва вони стосуються питань геометрії на сфері в застосуванні до астрономії. Ці трактати є найдавнішими математичними творами, які цілком дійшли до наших днів.
Автолік вивчає сферу, що рівномірно обертається навколо осі, і кругові перерізи на ній: меридіани,  паралелі і похилий круг  екліптики. Виклад, однак, ведеться чисто геометричною мовою і астрономічні терміни не застосовуються. Ввівши поняття горизонту, Автолік розглядає рух точок поверхні сфери по відношенню до нього. Досліджуються різні положення горизонту, коли він перпендикулярний до осі, проходить через  полюси і нахилений до осі. Досліджуються також сходи та заходи точок, що лежать на екліптиці.

## Переклади
Праці Автоліка було перекладено на арабську мову в IX — початку X століття в числі перших грецьких творів, що зацікавили східних вчених. Переклад трактату «Про рухому сферу» здійснив  Ісхак ібн Хунайн ан-Насрані. Трактат «Про сходи і заходи» переклав  Куста ібн Лукка ал-Баалбакі. Ці переклади тоді ж були переглянуті знаменитим математиком  Сабітом ібн Коррою. Пізніше, в XIII столітті, твори Автоліка прокоментував Насир ад-Дін ат-Тусі.

## Пам'ять
На честь Автоліка названий  кратер на  Місяці.

### Тексти та переклади
- Грецький текст зі схоліями (1885)
- Серія «Collection Budé»: Autolycos de Pitane. La Sphère en mouvement. Levers et couchers héliaques. Testimonia. Texte établi et traduit par G. Aujac, avec la collaboration de J.-P. Brunet et R. Nadal. 2e tirage 2002. 340 p. ISBN 978-2-251-00071-8

### Дослідження
- Матвиевская Г. П. Очерки истории тригонометрии. — Ташкент: Фан, 1990.
- Матвиевская Г. П. Сферика и сферическая тригонометрия в древности и на средневековом востоке. [Архівовано 8 липня 2014 у Wayback Machine.] Развитие методов астроном. исследований. — Вып. 8. — М.-Л., 1979.

## Ресурси Інтернету
- Autolycus «On The Moving Sphere» from the Million Books Project (Greek with Latin translation)